# Praia Bela
Vista de Praia Bela

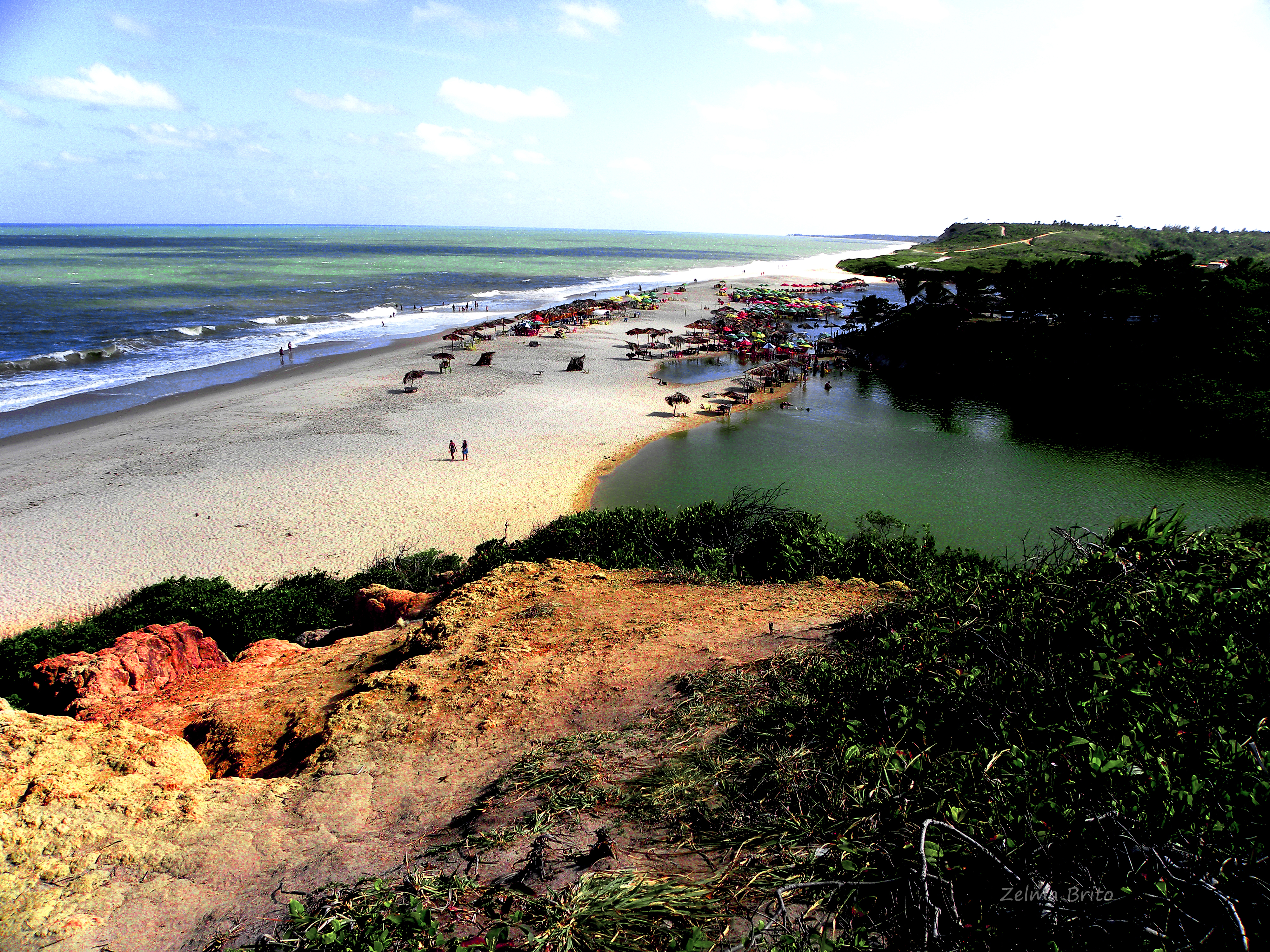
Vista panorâmica de Praia Bela

Praia Bela é uma praia brasileira, localizada no município de Pitimbu. faz jus ao nome e, mais do que isso: é um excelente lugar para quem busca opções de lazer, experiências gastronômicas ou, simplesmente, o descanso.
A praia mais procurada pelas pessoas que querem desfrutar de um bom banho de Rio Mucatu e degustar deliciosas iguarias sem sair d'água. Em Praia Bela o turista é servido dentro do balneário sem precisar ir ao restaurante fazer o pedido. A praia também é muito procurada por praticantes de esportes aquáticos e náuticos, pois o mar é bem agitado e ocasiona boas ondas para a prática, já havendo até mesmo alguns campeonatos nacionais. Atualmente passa por um grande boom imobiliário, vários condomínios estão sendo construídos no local.

## Turismo
A praia paradisíaca conquista logo ao primeiro “pisar na areia” e contrasta com o tranquilo Rio Mucatu, que forma uma piscina natural de água doce e águas mornas, o cenário perfeito para aliviar o estresse. Some a isso mesinhas dentro d’água e o atendimento acolhedor dos funcionários dos barzinhos ao redor. Possui uma excelente estrutura de um amplo estacionamento para receber seus veículos ou ônibus de turismo.
A praia bela é bem estruturada, possui o Estuário do Mucatu, que é equipado com restaurantes, banheiros e passeios como quadriciclo, tirolesa sobre o rio e caiaque. Além disso, possui mirantes das Árvores Tortas e apreciação do Som das Falésias, de onde se tem vista panorâmica dos paredões avermelhados que se debruçam sobre o mar.  Cuidadosamente moldada pela natureza; é possível ainda alugar caiaques e pranchas de stand up paddle, Um lago com águas rasas quentes, ideal para as crianças.